# Alejandro Moral Antón
Alejandro Moral Antón OSA (* 1. Juni 1955 in La Vid) ist ein spanischer Ordensgeistlicher. Seit 2013 ist er Generalprior des Augustinerordens.

## Leben
Alejandro Moral Antón trat 1972 in das Noviziat der spanischen Augustinerprovinz ein und legte am 12. September 1973 seine Ordensgelübde ab. Nach Studien in La Vid und Madrid setzte er seine akademische Vorbereitung am Collegio Internazionale S. Monica in Rom fort und legte im September 1980 seine Feierliche Profess ab. Am 20. Juni 1981 empfing er die Priesterweihe.
Er diente seiner Ordensprovinz Hispaniae mit Sitz in Madrid zu verschiedenen Zeiten als Bibliothekar, Finanzverwalter, Ausbildungsleiter und Provinzrat. Im Jahr 1995 wurde er zum Provinzialprior gewählt und diente in dieser Funktion bis zu seiner Wahl zum Generalvikar des Ordens im Jahr 2001. Von diesem Zeitpunkt an bis zu seiner Wahl zum Generalprior war er Mitglied der Generalkurie des Ordens und hatte verschiedene Aufgaben inne: als Präsident der Kommission für die Revision der Konstitutionen, als Präsident der Wirtschaftskommission und als Präsident des Sekretariats für Gerechtigkeit und Frieden des Ordens; von 2004 bis 2013 war er Generalprokurator des Ordens und von 2009 bis 2013 Assistent einer der beiden Föderationen der kontemplativen Augustinerinnen in Spanien.
Auf dem Ordentlichen Generalkapitel 2013 wurde Alejandro Moral Antón – als Nachfolger von Robert Francis Prevost (seit 8. Mai 2025 Papst Leo XIV.) – für eine erste Amtszeit von sechs Jahren als Generalprior des weltweiten Augustinerorden mit Sitz in Rom gewählt; 2019 erfolgte die Wiederwahl.